# Amphiura perplexus
Amphiura perplexus är en ormstjärneart som först beskrevs av William Stimpson 1855.  Amphiura perplexus ingår i släktet Amphiura och familjen trådormstjärnor. Inga underarter finns listade i Catalogue of Life.